# Aprostocetus rufescens
Aprostocetus rufescens är en stekelart som beskrevs av Graham 1987. Aprostocetus rufescens ingår i släktet Aprostocetus och familjen finglanssteklar.
Artens utbredningsområde är Frankrike. Inga underarter finns listade i Catalogue of Life.